# Dąbrowica (powiat leżajski)

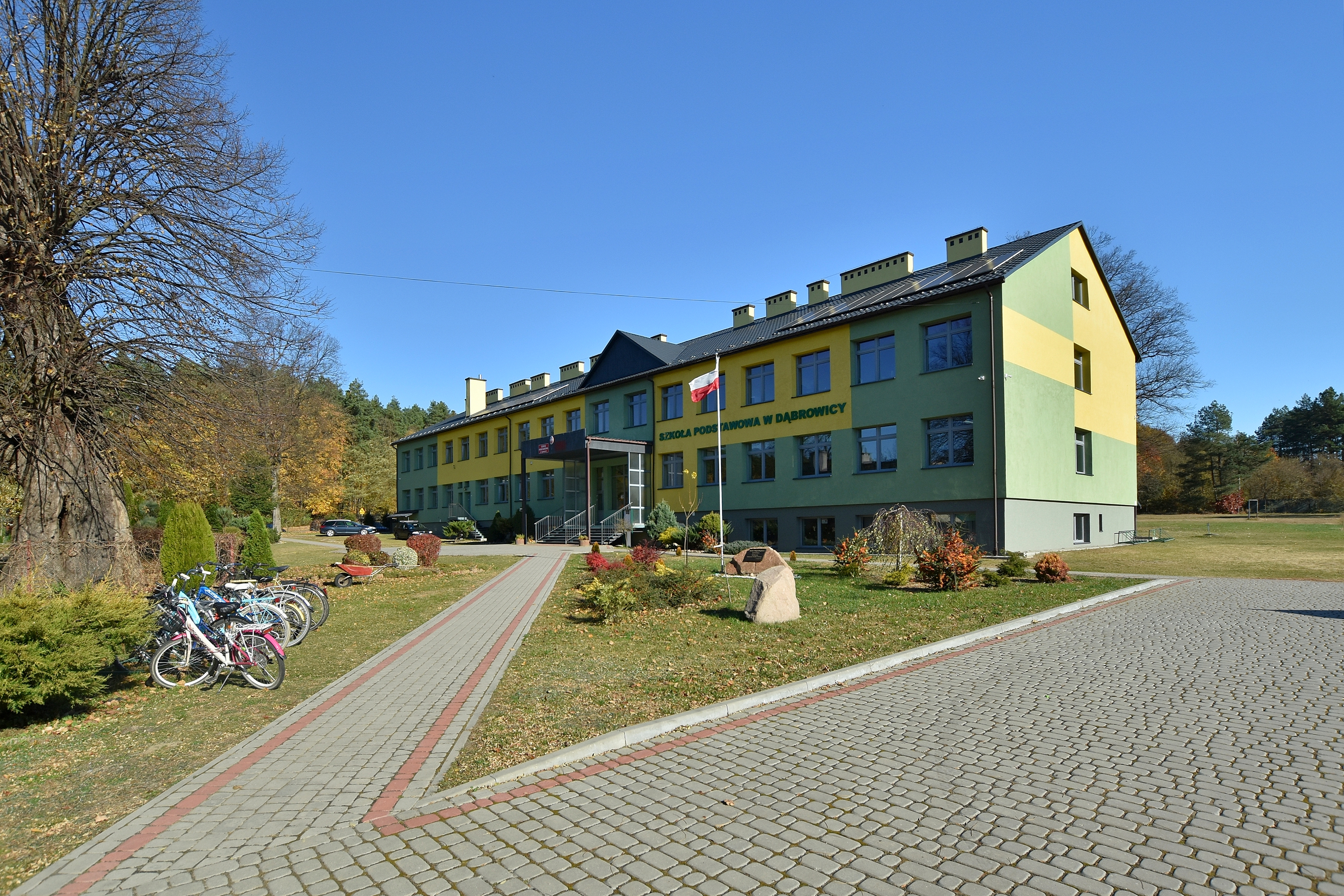
Szkoła podstawowa

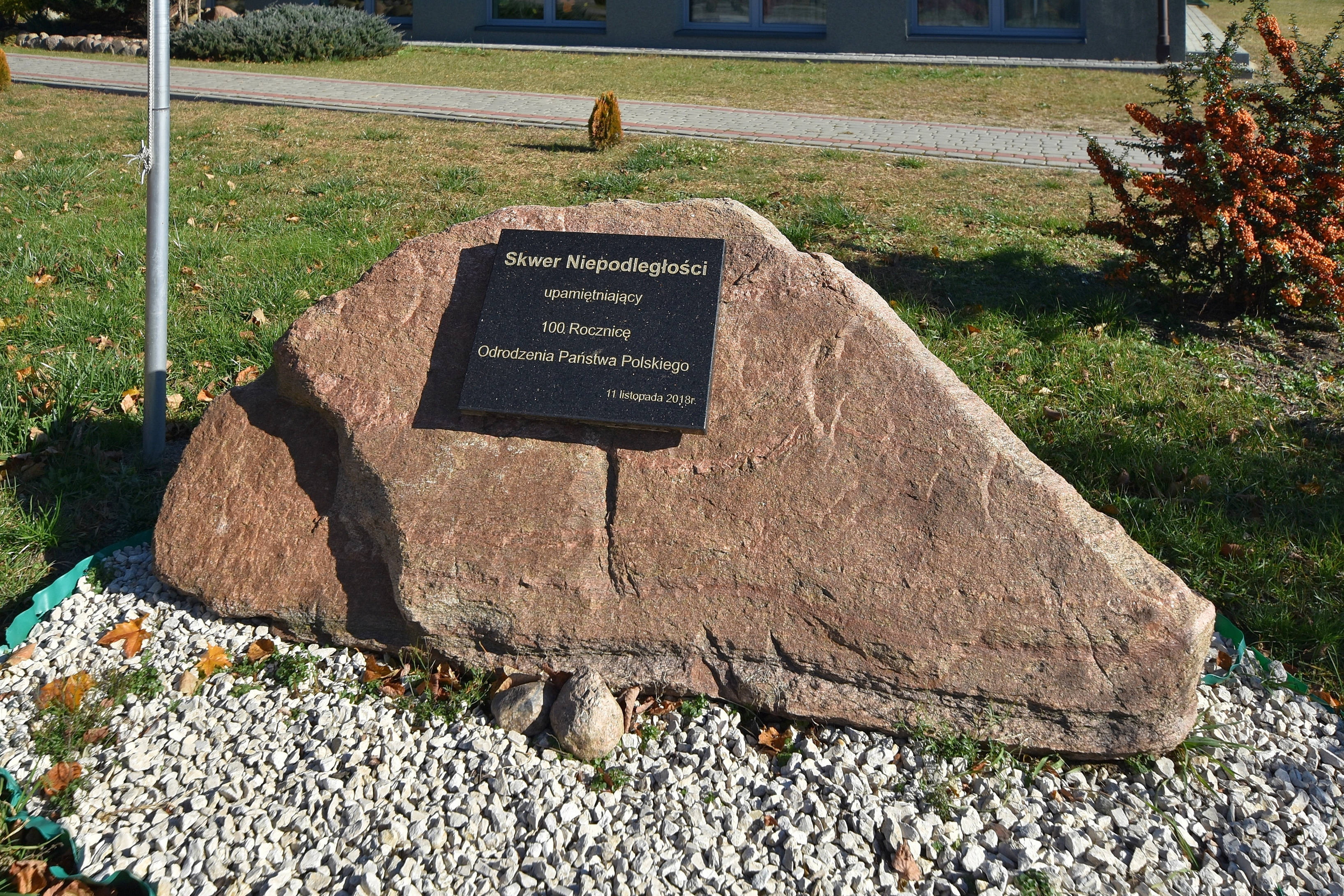
Skwer przy szkole

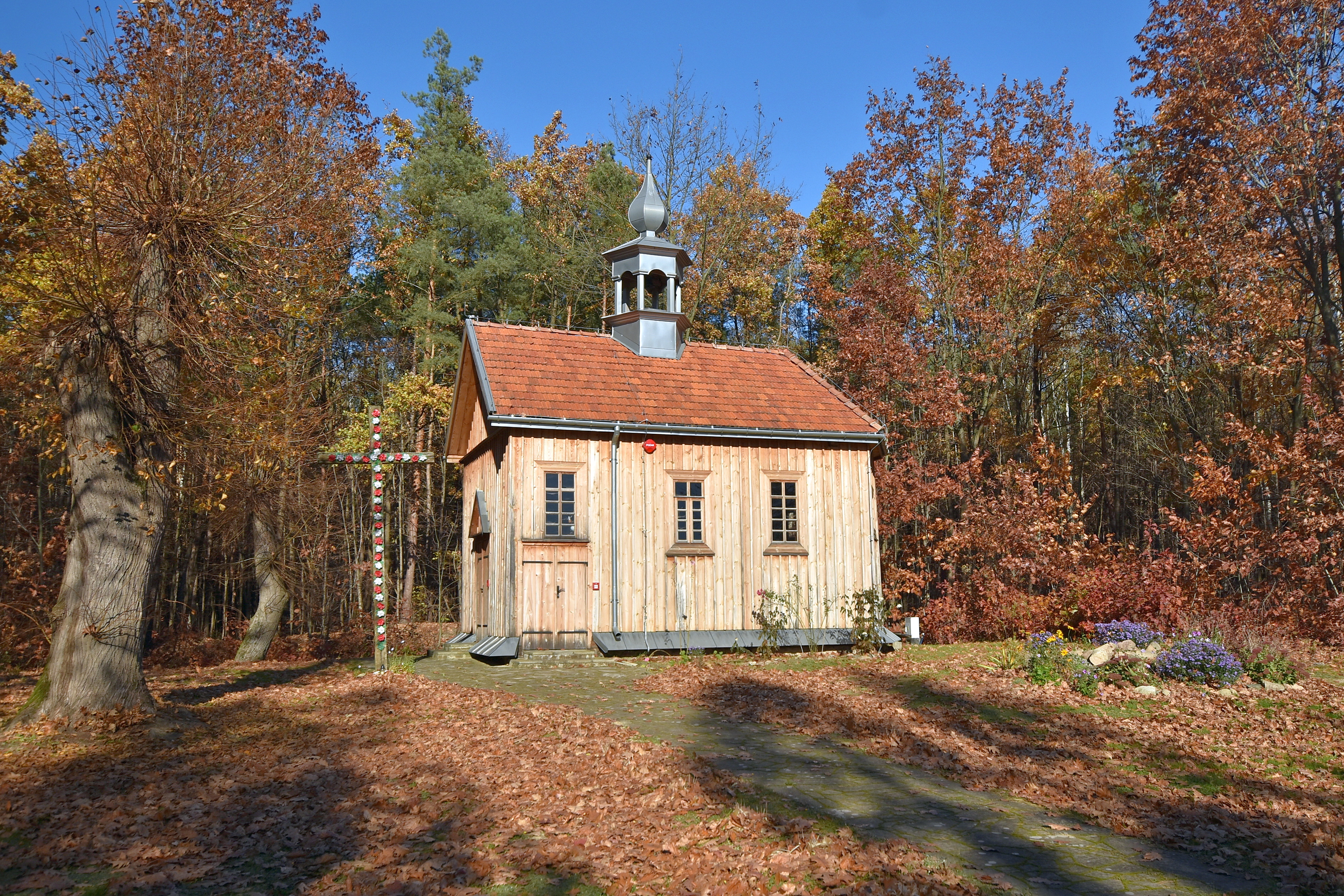
Zabytkowa drewniana kaplica

Dąbrowica – wieś w Polsce położona na pograniczu Doliny Dolnego Sanu i Płaskowyżu Tarnogrodzkiego, w województwie podkarpackim, w powiecie leżajskim, w gminie Kuryłówka.
W latach 1975–1998 miejscowość należała administracyjnie do województwa rzeszowskiego.

## Części wsi
| SIMC    | Nazwa          | Rodzaj     |
| ------- | -------------- | ---------- |
| 0653104 | Dąbrowica Mała | przysiółek |
| 0653073 | Karwany        | część wsi  |
| 0653080 | Podług         | część wsi  |
| 0653096 | Trusze         | część wsi  |

## Historia
Wieś została założona na przełomie XV I XVI wieku. Wzmiankowana po raz pierwszy w 1589 roku jako Dambrowicza. W 1589 roku wieś posiadała 10 łanów, gruntów rolnych. Pod koniec XVI wieku należała do Sieniawskich, a do połowy XIX wieku wchodziła w skład dóbr książąt Czartoryskich.
W 1624 roku Dąbrowica została zniszczona przez najazd Tatarski. W 1674 roku w Dąbrowicy było 33 domy.
W 1898 roku wybrano zwierzchność gminną, której naczelnikiem został Ilko Fedorko, a w 192 domach było 1116 mieszkańców. Wieś podlegała pod obszar dworski w Sieniawie. 
W czasie okupacji niemieckiej pod Dąbrowicą doszło do bitwy partyzantów z niemiecką ekspedycją antypartyzancką.
W latach 1954–1972 Dąbrowica należała do Gromady Kuryłówka.

## Kościół
W 1663 roku Mikołaj Hieronim Sieniawski ofiarował na własność braciom Grzegorzowi i Janowi Popowiczom grunt pod zbudowanie cerkwi. W latach 1664–1667 zbudowano cerkiew pw. św. Paraskewy. Od 1830 roku parochem był ks. Grzegorz Koniuszeck, a w latach 1852-1882 parochem był ks. Jan Szust. W 1850 roku ukończono powiększenie i odnowienie cerkwi. W 1858 roku była kanoniczna wizyta Eparchy przemyskiego Hryhorija Jachymowycza.
W 1906 roku zbudowano murowaną cerkiew, a parochem został ks. Mikołaj Dobrzański, który został zamordowany 22 czerwca 1944 roku. Po wysiedleniu grekokatolików cerkiew pozostała zamknięta. Następnie cerkiew została przejęta przez parafię rzymskokatolicką w Kolonii Polskiej, a jej poświęcenia dokonał ks. Władysław Wilusz. Od 16 września 1952 roku decyzją kardynała Stefana Wyszyńskiego kościół otrzymał tytuł św. Michała Archanioła. Obecnie jest to kościół filialny pw. św. Michała Archanioła należący do parafii św. Stanisława Biskupa w Kolonii Polskiej.

## Oświata
Początki szkolnictwa w Dąbrowicy są datowane na początek XIX wieku, gdy na jakiś czas przed 1830 rokiem powstała szkółka parafialna ruska przy cerkwi (Schola Parochialis).
Szkoła była notowana jako: trywialna (1868–1869), Ludowa z potrzeby (1869–1870), trywialna (1871–1873), parafialna (1973–1874), filialna (1874–1892). Od 1892 roku szkoła była 1-klasowa, a od 1913 roku 1-klasowa (z planem nauki 2-letniej). Szkoły wiejskie były tylko męskie, a od 1890 roku były mieszane (koedukacyjne). Od 1913 roku szkoła posiadała po dwoje nauczycieli: kierownik i pomocnik. W latach 1912–1914 pomocnicą była Oksana Karoweć. 
Po odzyskaniu niepodległości przez Polskę w 1945 roku, na "Zasaniu" zapanowała anarchia i miejscowa ludność niszczyła wszystko, co przypominało czasy okupacji; zniszczono też budynek ukraińskiej szkoły. W 1947 roku zdecydowano o reaktywacji szkoły, ale z powodu zbyt wielkich zniszczeń drewniana szkoła nie nadawała się do remontu, dlatego w latach 1947–1948 nauka odbywała się w domu nauczyciela Jana Kotuli, a od 1948 roku w wyremontowanym budynku leśniczówki. Początkowo szkoła była 3-letnia, a od 1957 roku szkoła była 7-letnia. 
Z powodu trudności lokalowych zdecydowano o budowie nowej szkoły, którą zbudowano w latach 1958–1959, czynem społecznym, na fundamentach byłej plebanii. W 1966 roku po kolejnej reformie wprowadzono szkołę 8-letnią, do której uczęszczały dzieci także z Ożanny, Koloni Polskiej i Słobody. Ponieważ budynek szkolny nie spełniał już odpowiednich warunków technicznych w 1984 roku podjęto decyzję o kolejnej budowie nowoczesnej szkoły. W latach 1989–1995 zbudowano nowy budynek szkolny. W 2003 roku powołano Zespół Szkół (szkołę podstawową i gimnazjum). W 2013 roku Zespół Szkół został rozwiązany, a gimnazjum zostało przekazane Stowarzyszeniu Inicjatyw Kulturalno-Oświatowych i Gospodarczych w Dąbrowicy.
Nauczyciele kierujący:
1868–1870. Jan Niedźwiedzki.
1871–1873. Jakub Niedźwiedź (diak).
1873–1874. posada nie obsadzona.
1874–1875. Jakub Niedźwiedź.
1875–1879. Leon Szust.
1879–1882. Józef Szust.
1882–1883. posada nieobsadzona.
1883–1886. Piotr Król.
1886–1888. Antonina Popiołek.
1888–1889. Maria Sochopałek.
1889–1891. Gustaw Hamerski.
1891–1892. Posada opróżniona.
1892–1909. Stanisław Salik.
1909–1910. Maria Roczniak.
1910–1912. Jan Łunyk.
1912–1914. Emilia Michalska.
Maria Litwinówna.
1947–1956. Jan Kotula.
1956–1971. Leszek Tofilski.
1971–1989. Stanisława Makara (Kopciuch).
1989– nadal Antoni Kopciuch.

## Zabytki
W 2003 do rejestru zabytków wpisane zostały:
- Cerkiew greckokatolicka z ogrodzeniem, dzwonnicą i cmentarzem z 1906
- Kaplica drewniana z końca XIX w.
- Park dworski z połowy XIX w.